# Libia na Letnich Igrzyskach Olimpijskich 2012
Libię na Letnich Igrzyskach Olimpijskich 2012, które odbywały się w Londynie, reprezentowało 4 zawodników.
Był to 10 start reprezentacji Libii na letnich igrzyskach olimpijskich.

## Reprezentanci

### Judo
Mężczyźni
| Zawodnik               | Konkurencja | 1/32                            | 1/16             | 1/8              | Ćwierćfinał      | Półfinał         | Repasaż 1        | Repasaż 2        | Finał            | Finał   |
| Zawodnik               | Konkurencja | Przeciwnik Wynik                | Przeciwnik Wynik | Przeciwnik Wynik | Przeciwnik Wynik | Przeciwnik Wynik | Przeciwnik Wynik | Przeciwnik Wynik | Przeciwnik Wynik | Pozycja |
| ---------------------- | ----------- | ------------------------------- | ---------------- | ---------------- | ---------------- | ---------------- | ---------------- | ---------------- | ---------------- | ------- |
| Ahmed Yousef Elkawiseh | -66 kg      | Mirzahid Farmonow P 0002 - 1011 | NQ               | NQ               | NQ               | NQ               | NQ               | NQ               | NQ               | NQ      |

### Lekkoatletyka
Kobiety
| Hala Gezah | Bieg na 100 m | 13.24 | 23. | NQ | NQ | NQ | NQ | NQ | NQ | NQ | NQ |

Mężczyźni
| Zawodnik             | Konkurencja | Wynik | Miejsce |
| -------------------- | ----------- | ----- | ------- |
| Ali Mabrouk El Zaidi | maraton     | DNF   | DNF     |

### Pływanie
Mężczyźni
| Zawodnik       | Konkurencja          | Eliminacje | Eliminacje | Półfinał | Półfinał | Finał | Finał   |
| Zawodnik       | Konkurencja          | Czas       | Miejsce    | Czas     | Miejsce  | Czas  | Miejsce |
| -------------- | -------------------- | ---------- | ---------- | -------- | -------- | ----- | ------- |
| Sofyan El Gidi | 100 m st. motylkowym | 56.99      | 40.        | NQ       | NQ       | NQ    | NQ      |